# Honorius Roth von Schreckenstein

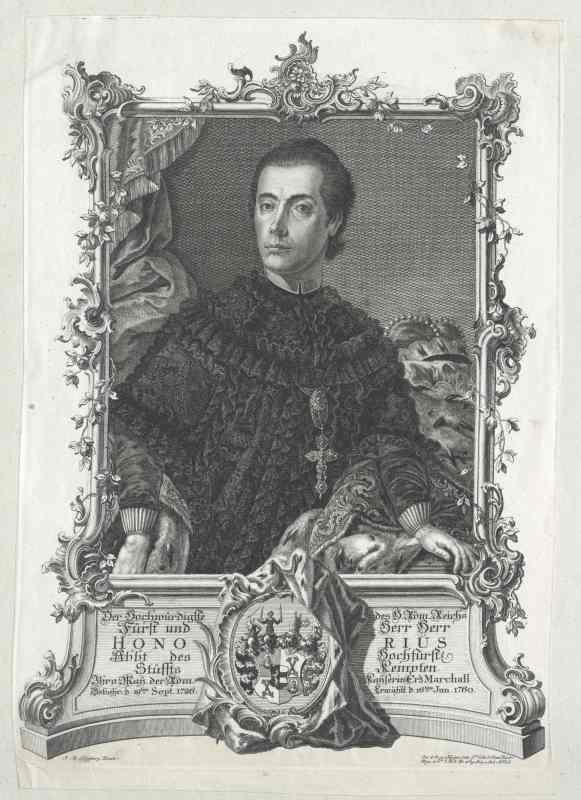
Honorius Roth von Schreckenstein

Honorius Roth von Schreckenstein (* 20. September 1726 in Immendingen; † 16. November 1785 in Kempten) war von 1760 bis 1785 Fürstabt im Fürststift Kempten.

## Herkunft und Leben

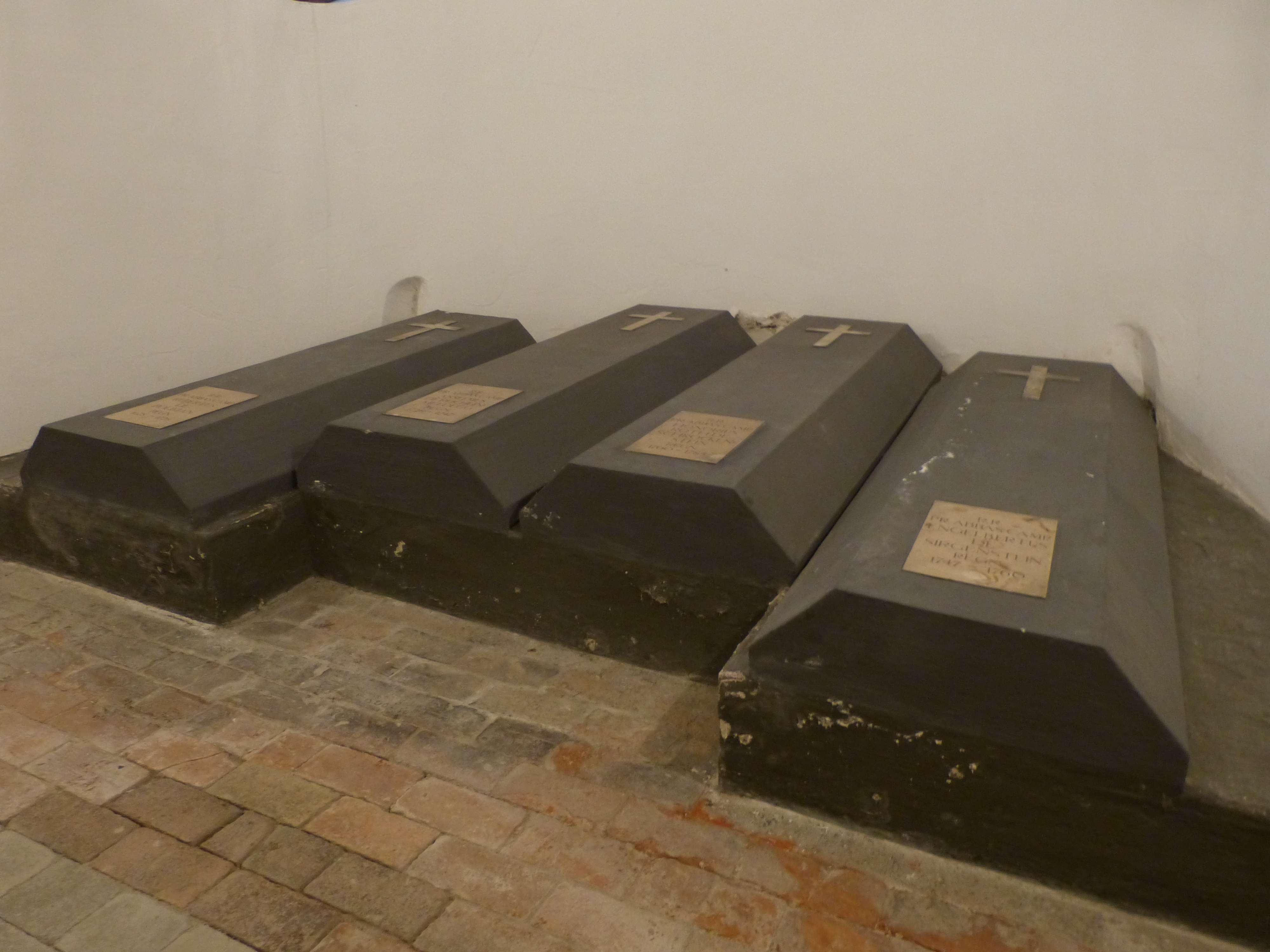
Grab des Honorius Roth von Schreckenstein (3. Sarg von links)

Honorius Roth von Schreckenstein entstammte einem Zweig des ursprünglich aus Ulm stammenden adeligen Patriziergeschlechts der Roth von Schreckenstein, der seinen Stammsitz in Immendingen hatte. Seine Eltern waren Joseph Anton Eusebius Roth von Schreckenstein und Maria Caroline Susanna von Schönau.
Ab 1737 besuchte er das Stiftsgymnasium in Kempten. Nach einem umfassenden Studium der Theologie in St. Gallen und der Rechtswissenschaften an der Benediktineruniversität Salzburg kehrte er 1750 ins Fürststift Kempten zurück und lehrte dort als Professor der Philosophie am Stiftsgymnasium. 1751 wurde er Novizenmeister am Kemptener Fürststift. Am 16. Juni 1760 wählte ihn der Konvent zum Fürstabt von Kempten. Honorius Roth starb am 16. November 1785 und wurde, wie seine Vorgänger, in der Gruft unter einer Seitenkapelle der Stiftskirche St. Lorenz beigesetzt. Diese vier Seitenkapellen hatte Fürstabt Rupert von Bodman kurz nach 1700 vom aus dem Ostallgäuer Ort Sameister stammenden Architekten Johann Jakob Herkomer als Grabkapellen für die Fürstäbte errichten lassen. Der Sarkophag wurde 1938 wegen des Einbaus einer Heizanlage aus der Gruft unter der nordöstlichen in die Gruft unter der südöstlichen Kapelle umgesetzt.

## Wirken
Honorius Roth von Schreckenstein ließ zahlreiche Bauwerke, vor allem Kirchen und Kapellen, im Allgäu errichten oder erweitern. Schwerpunkte seiner Regentschaft waren die Neuregelung der Armenfürsorge und anderer sozialer Angelegenheiten. 1761 richtete er ein Polizeidirektorium ein, um das Marktwesen zu regulieren, die Feuersicherheit in der Stiftsstadt zu erhöhen, die Bettelordnung in den Pflegämtern durchzusetzen sowie die Reinhaltung der Straßen im gesamten Fürststift zu gewährleisten. In seine Amtszeit fiel 1775 der Hexenprozess gegen Anna Maria Schwegelin, deren Todesurteil er zu einer Gefängnisstrafe umwandelte.
Ferner gelang es ihm, den Abbau der Spannungen im Konflikt zwischen Stift und der benachbarten protestantischen Reichsstadt Kempten zu fördern.
Roth galt als sehr gebildet, weltoffen, tolerant und fortschrittlich. Dass er vom Geist der Aufklärung durchdrungen war, zeigt sich nicht nur anhand seiner aufklärerisch durchwirkten Gesetze, sondern auch darin, dass er den Freimaurer und Aufklärungstheologen Dominikus von Brentano, der die Aufklärung im Stift vorantreiben wollte, 1770 zu seinem Hofkaplan bestellt hatte und förderte.
Als Fürstabt übte Roth von Schreckenstein wie seine Vorgänger bischöfliche Rechte aus, wie zum Beispiel Kirchweihen.

### Bautätigkeit
Während seiner Regierungszeit ließ er die Kapellen St. Magdalena in Hirschdorf (1774) und Mariä Heimsuchung auf dem Mariaberg (1783) errichten, die Pfarrkirche St. Martin und Alexander in Waltenhofen neu erbauen, die Pfarrkirche St. Afra in Betzigau renovieren, die Kirche St. Martin in Martinszell im Allgäu umbauen sowie die Kapelle St. Cyprian in Wildpoldsried um das Langhaus erweitern und neu ausstatten. Ferner wurden unter Honorius Roth von Schreckenstein das abgebrannte alte Schloss Lautrach und Schloss Lenzfried neu errichtet. Gegen 1780 versah er den Hofgarten in Kempten mit neuen Anlagen und ließ am nördlichen Abschluss dieser Parkanlage eine spätbarocke Orangerie erbauen.

### Regelung der Armenfürsorge
Um das Problem der Armenfürsorge neu zu regeln, baute Roth 1766 die bereits unter Fürstabt Anselm Reichlin von Meldegg zum Armenhaus umfunktionierte Burg Langenegg weiter aus, erweiterte das Seelhaus im Fürststift um eine Krankenanstalt. 1767 erließ er die sogenannte „Bettelordnung und Armen Cassae“, die 1770 in Kraft trat. Die Almosengabe und jede Art von Betteln waren nun bei Strafe verboten. Stattdessen wurde 1769 eine Armenkasse eingerichtet, der Beiträge aller Einwohner sowie Bußgelder und Spenden zum Unterhalt der Armen zuflossen und die auch von der Hofkammer unterstützt wurde.

### Rolle im Hexenprozess gegen Anna Maria Schwegelin
Während Roths Regierungszeit fand im Fürststift einer der letzten Hexenprozesse auf deutschem Boden statt. 1775 wurde die ehemalige Dienstmagd Anna Maria Schwegelin, die im stiftkemptischen Armen- und Zuchthaus Langenegg untergebracht war, von einer Mitinsassin der Hexerei bezichtigt. Der Prozess vor dem Landrichter in Kempten dauerte mehrere Monate und endete mit einem Todesurteil. Entscheidend für ihre Verurteilung war, dass sie einen Teufelspakt gestand; Schadenszauber wurde ihr nicht nachgewiesen. Landrichter Johann Franz Wilhelm Treuchtlinger plädierte wegen erwiesener Teufelsbuhlschaft für den Tod durch das Schwert. Nicht nur die weltlichen Mitglieder des Hofrats, sondern auch Fürstabt Honorius Roth von Schreckenstein bestätigten das Urteil mit ihrer Unterschrift. Im weiteren Verlauf des Falles gibt es jedoch einige Hinweise, die dafür sprechen, dass Roth das Urteil nicht aus innerer Überzeugung, sondern eher aufgrund der Vorgaben seiner Beamten unterschrieb. Während in der älteren Forschung davon ausgegangen wurde, dass die Hinrichtung stattfand, gelang es dem Kemptener Historiker Wolfgang Petz nachzuweisen, dass das Urteil nicht vollstreckt wurde, sondern Anna Maria Schwegelin begnadigt wurde. Sechs Jahre nach ihrer Verurteilung starb sie im sogenannten „Stockhaus“, dem stiftkemptischen Gefängnis. Offenbar waren auf Betreiben von Roths Beichtvater, dem Franziskaner-Pater Anton Kramer oder seinem Hofkaplan Dominikus von Brentano kurz vor der Urteilsvollstreckung erneut Untersuchungen aufgenommen worden, aufgrund deren die Exekution zunächst aufgeschoben wurde. Die genauen Hintergründe, die zur Aussetzung des Urteilsspruchs geführt haben, konnten bisher jedoch nicht geklärt werden. Über eine förmliche Begnadigung der Schwegelin und über das Ergebnis der weiteren Ermittlungen ist nichts bekannt.

## Wappen

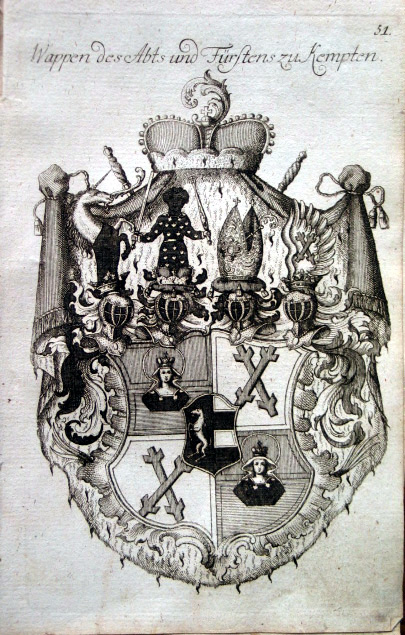
Wappen des Fürstabts Honorius Roth von Schreckenstein

Der Fürstabt führte ein großes und ein kleines Abtswappen, die beide als Allianzwappen aus dem Wappen des Fürststifts und dem Familienwappen zusammengesetzt sind. Die Wappenzier der Kemptener Fürstäbte zeigte die Zeichen ihrer Herrschaft: Fürstenhut, Schwert, Marschallstab bzw. Zepter für die weltliche sowie Abtsmitra und Abtsstab für die geistliche.

### Großes Abtswappen
Geviertet mit Herzschild, darin das Stammwappen des Geschlechts Roth: gespalten, vorn in Schwarz ein weißes Einhorn, hinten weiß-schwarz dreimal geteilt, am ersten Platz des Hauptschilds das Wappen des Fürststifts Kempten: rot-blau geteilt mit dem nimbierten und gekrönten Brustbild von Hildegard, am zweiten Platz das Wappen der Familie von Schreckenstein: in Weiß ein rotes Ast-Andreaskreuz (Burgunderkreuz). Auf dem Schild vier Spangenhelme, der mittlere rechts für die Grafschaft Kempten: ein halber Bube in schwarzem, unten gelapptem und mit gelbem Läublein bestreuten Rock, der rechts ein Schwert, links ein Zepter hält, auf purpurnem Kissen; der mittlere links mit der Inful und durchgestrecktem Abtsstab auf Purpurkissen; der äußerste rechts, gekrönt mit weiß-schwarz geteiltem wachsendem Einhorn; der äußerste links, gekrönt mit einem geschlossenen weißen Flug, darauf ein rotes Ast-Andreaskreuz.

### Kleineres Abtswappen
Der Schild wie vor, von Schwert und Marschallstab schräg hinterlegt, in einem hermelingefütterten Purpurzelt unter einem Fürstenhut, der vom Abtsstab überhöht wird.